# Gynothemis
Gynothemis – rodzaj ważek z rodziny ważkowatych (Libellulidae).
Do rodzaju należą następujące gatunki:
- Gynothemis aurea Navás, 1933
- Gynothemis pumila (Karsch, 1890)
- Gynothemis uniseta Geijskes, 1972
- Gynothemis venipunctata Calvert, 1909